# Chrysler Traveller
La Traveller è un'autovettura mid-size prodotta dalla Chrysler nel 1940.

## Storia
La vettura aveva installato di un motore a valvole laterali e otto cilindri in linea da 5.301 cm³ di cilindrata che sviluppava 135 CV di potenza. Su richiesta si poteva ordinare una versione ad alte prestazioni da 143 CV. Il propulsore era anteriore, mentre la trazione era posteriore. Il cambio era a quattro rapporti e la frizione era monodisco a secco. Era offerta in versione berlina due e quattro porte e coupé due porte.